# Ультрафиолетовая астрономия

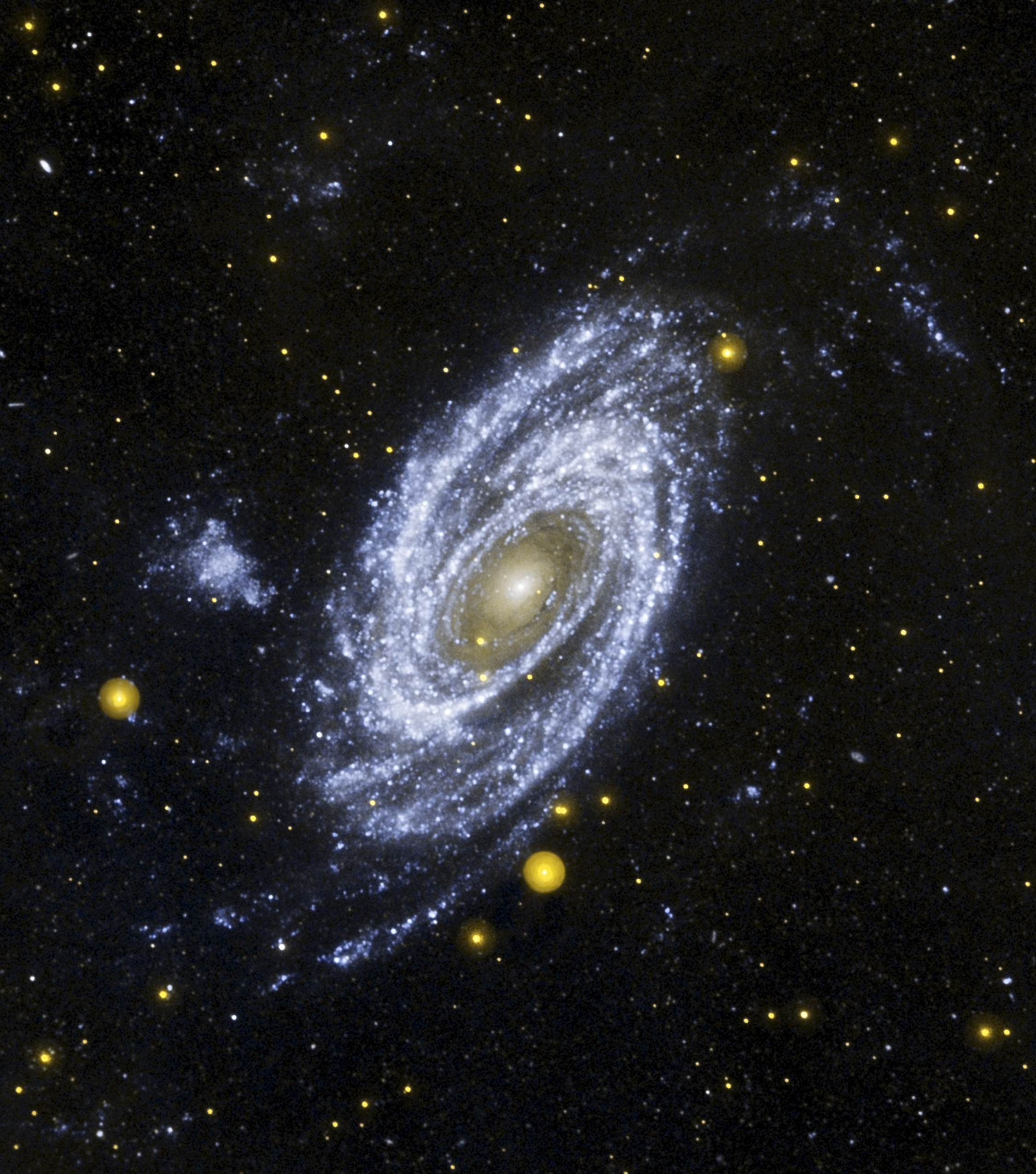
Изображение спиральной галактики М81 в ультрафиолетовом диапазоне, полученное космическим телескопом GALEX.

Ультрафиолетовая астрономия — термин, использующийся применительно к наблюдениям электромагнитного излучения Вселенной в ультрафиолетовом диапазоне (длины волн примерно от 10 до 320 нанометров). Более коротковолновые (высокоэнергетические) фотоны изучаются рентгеновской астрономией и гамма-астрономией. Свет, имеющие эти длины волн, поглощается атмосферой Земли, так что наблюдение должно осуществляться из верхних слоев атмосферы или из космоса.
Измерение спектральных линий ультрафиолетового диапазона используется для определения химического состава, плотности и температуры межзвёздной среды, а также температуры и состава молодых горячих звёзд. Наблюдения в ультрафиолетовом диапазоне позволяют получить значимую информацию об эволюции галактик.
Основными космическими телескопами, осуществляющими наблюдение в ультрафиолетовом спектре являются космический телескоп Хаббл и аппарат Far Ultraviolet Spectroscopic Explorer (FUSE), хотя применяются и другие инструменты.

## Космические телескопы ультрафиолетового диапазона
- — Союз-13
- (ESRO) — TD-1A
- — Астрон
- — Astrosat
- — Astronomical Netherlands Satellite
- — SOHO
- — FUSE
- — GALEX
- — телескоп Хаббл
- — International Ultraviolet Explorer
- — Орбитальная астрономическая обсерватория
- — Swift